# 云龙溪蟹
云龙溪蟹（学名：Potamon yunlongense）为溪蟹科溪蟹属的动物。在中国大陆，分布于云南等地，一般栖息于山区溪流石块下。